# Korona Fryderyka I Hohenzollerna

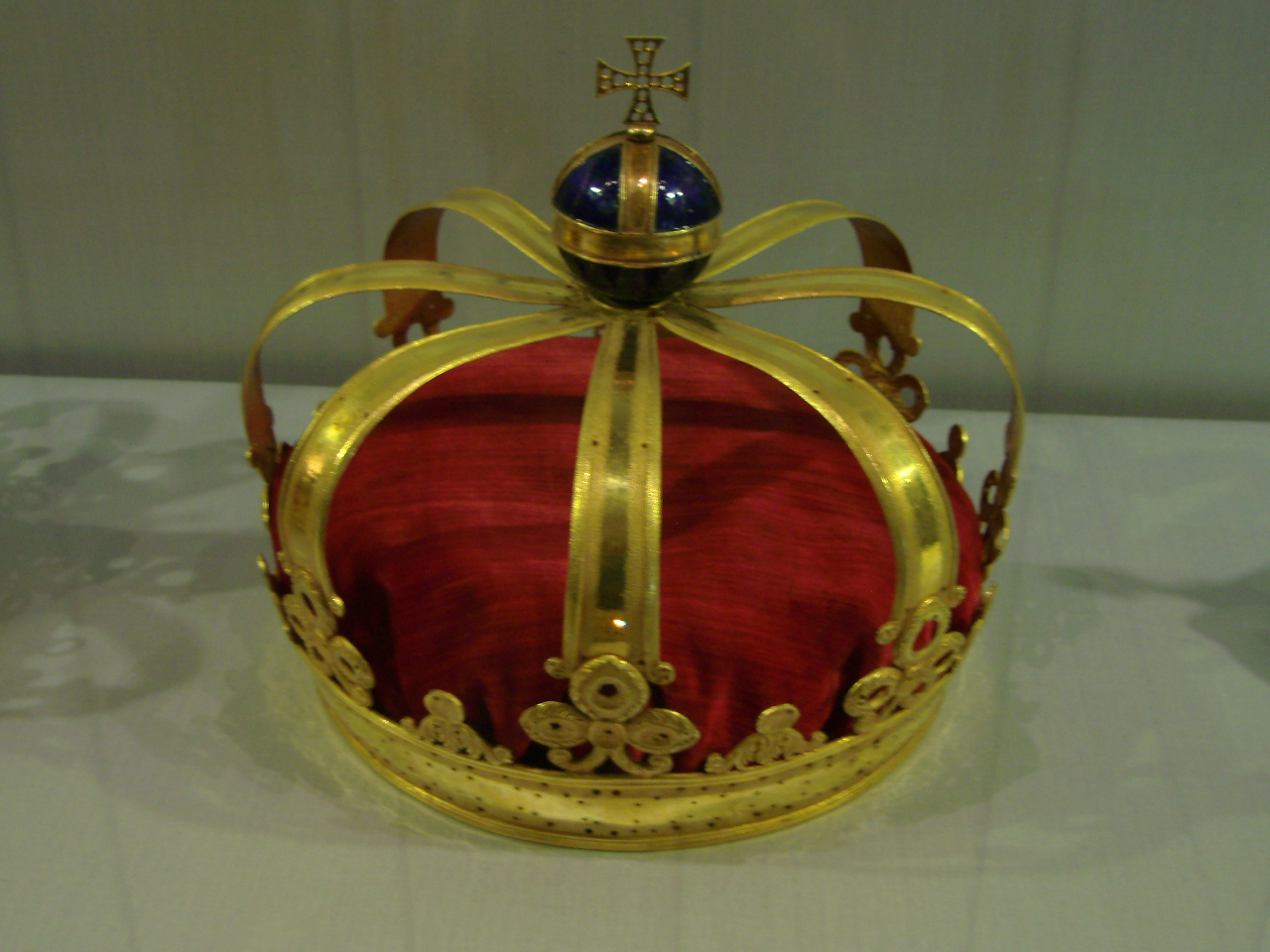
Korona Fryderyka I Hohenzollerna

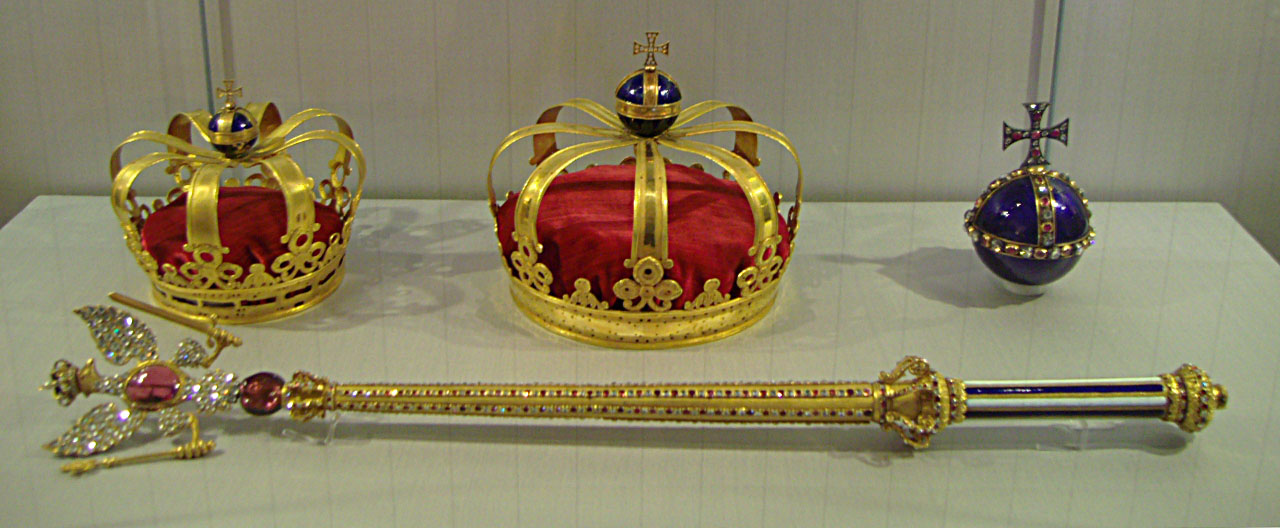
Pruskie insygnia koronacyjne

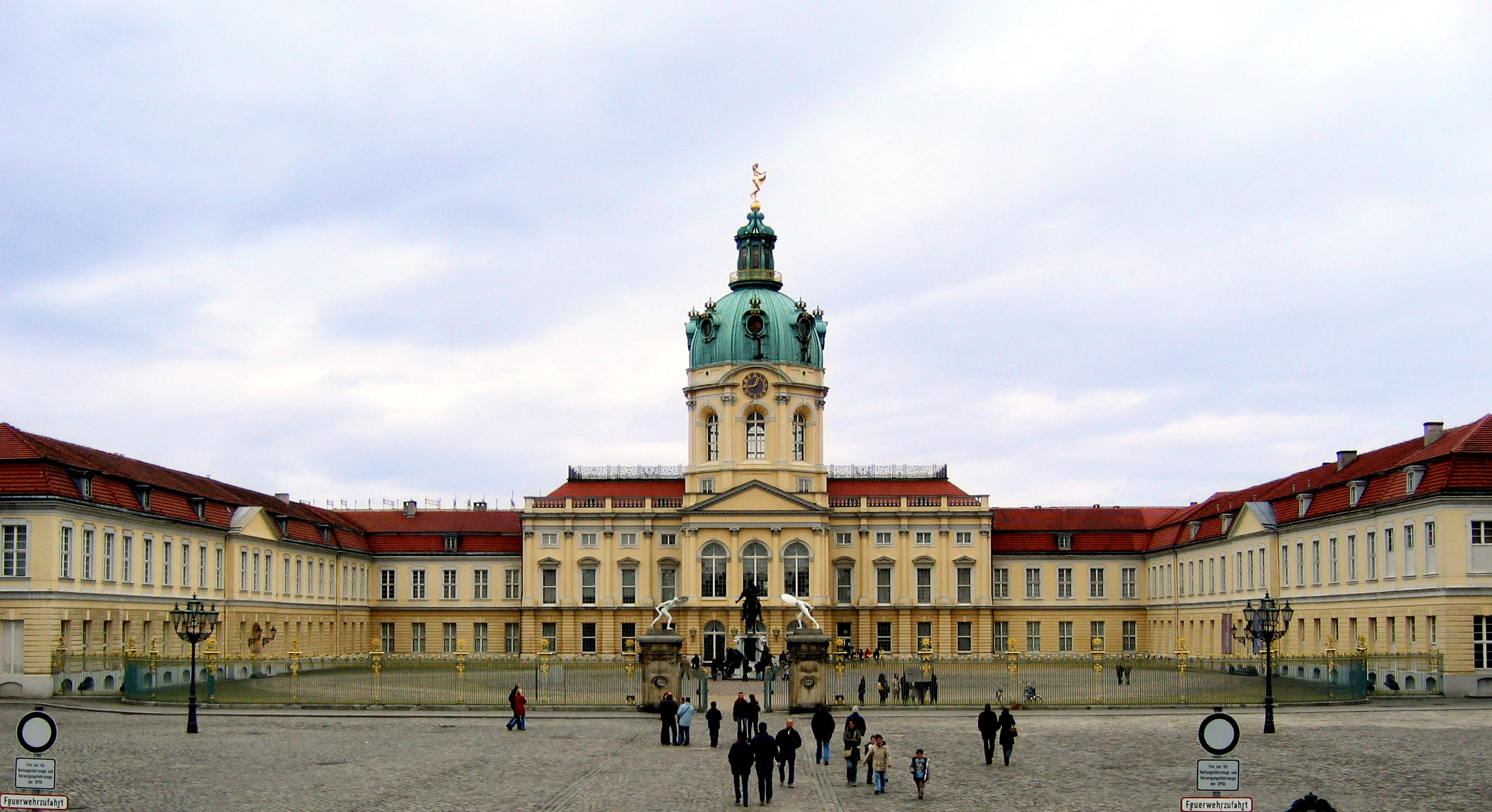
Pałac Charlottenburg, w którym przechowywana jest korona

Korona Fryderyka I – korona koronacyjna pierwszego króla pruskiego, Fryderyka I Hohenzollerna.

## Historia
Korona pruska powstała w 1700 na zamówienie księcia-elektora Fryderyka III, który 18 stycznia 1701 posłużył się nią podczas uroczystej ceremonii koronacji na zamku w Królewcu. Później insygnium nie było używane, gdyż królowie pruscy byli bardzo oszczędni i unikali wydatków na kosztowne uroczystości dworskie, jakimi były intronizacje.
Pierwotnie na koronie znajdowało się ponad 150 diamentów i tyleż samo pereł. W 1742 król pruski Fryderyk II Wielki nakazał koronę rozmontować. Zdjęto z niej drogocenne kamienie; pozostała tylko złota rama, która była przechowywana w skarbcu Hohenzollernów w Berlinie. Posłużyła ona w 1860 i 1889 jako model dla koron królewskich Wilhelma I i Wilhelma II.
Po I wojnie światowej wraz z innymi regaliami pruskimi znalazła się w pałacu Monbijou w Berlinie, gdzie przechowywano ją do II wojny światowej. W 1945 została ukryta w tajnej skrytce dzieł sztuki na terenie Turyngii. Odnaleziona przez armię amerykańską, w 1948 została oddana władzom Berlina Zachodniego.
Zachowany metalowy szkielet korony wraz z innymi XVIII wiecznymi pruskimi insygniami koronacyjnymi przechowywany jest w pałacu Charlottenburg w Berlinie.

## Opis
Zachowana rama korony Fryderyka I Hohenzollerna wykonana jest z litego złota. Nad jej obręczą znajduje się osiem kabłąków, na których zetknięciu umieszczony jest glob pokryty niebieskim szkliwem. Kulę wieńczącą koronę zdobi złoty krzyż, w którym znajdują się otwory pod mocowanie dla drogocennych kamieni.